# میکا ۴۵۵۷
سیارک ۴۵۵۷ (به انگلیسی: 4557 Mika، نامگذاری:1987XD) چهار هزار و پانصد و پنجاه و هفتمین سیارک کشف شده‌است که در ۱۴ دسامبر ۱۹۸۷ کشف شد.
قدر مطلق سیارک برابر ۱۱٫۷۰ است.